# Коханці Айн Сакхрі

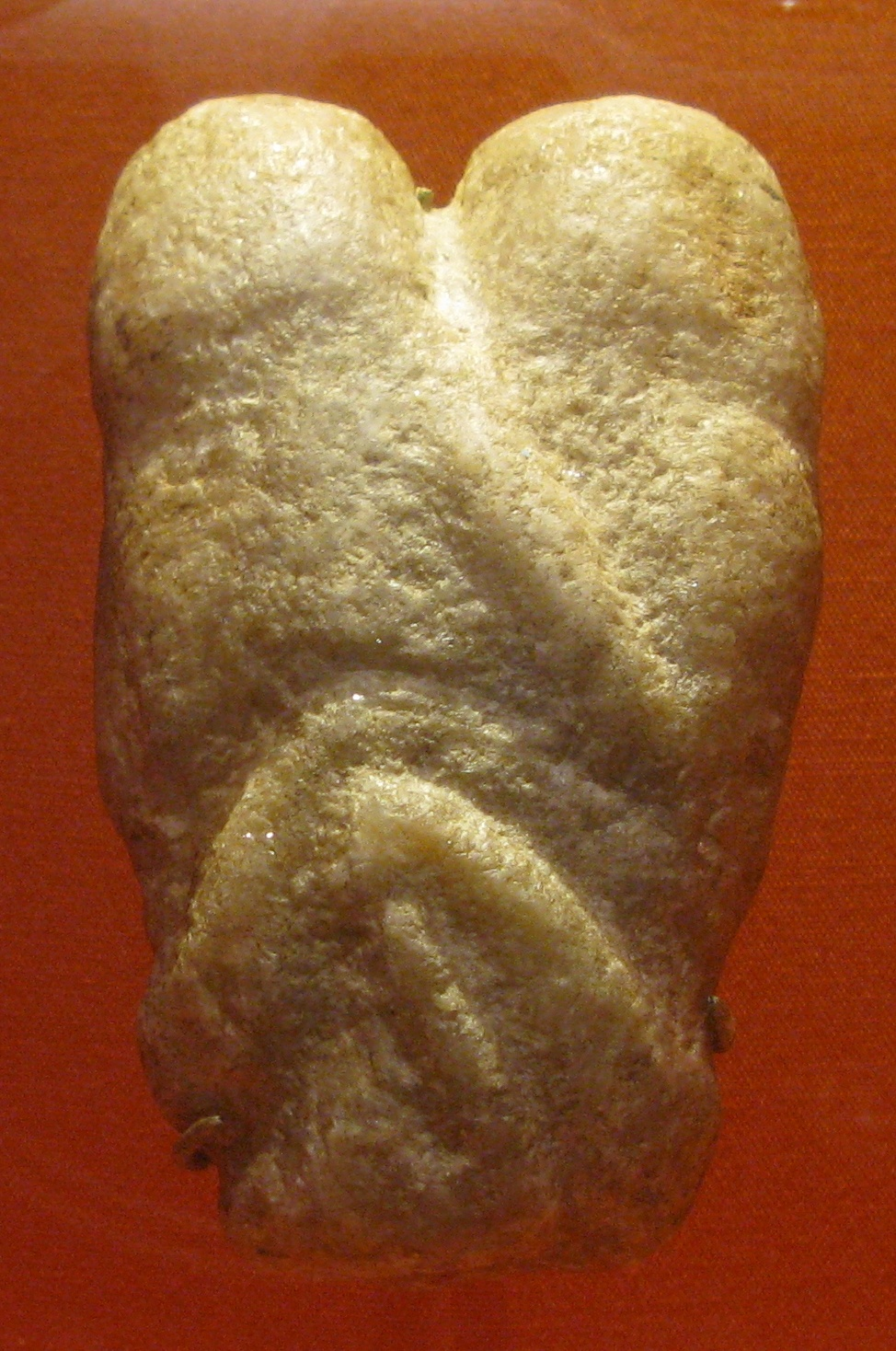

Фігурка коханців Айн Сакхрі — це скульптура, яку знайшли в одній з печер Айн Сакхрі неподалік від Вифлеєма. Вважають, що вік скульптури близько 11000 років, і вона є найстарішим відомим зображенням двох людей, що перебувають у статевому акті.

## Відкриття
Скульптуру виявив 1933 року Рене Невіль, французький консул у Єрусалимі, коли він переглядав випадкові знахідки, що їх отримали французькі отці у Вифлеємі. Він знайшов цей камінь під час відвідин невеликого музею з абатом Брейєм. Брей одразу ж ідентифікував цей камінь, як важливий, і отримав можливість побувати в бедуїнів, які знайшли ці речі у Ваді Харетон (англ. Wadi Khareitoun). Його привели до місця розташування печер Айн Сакхрі, від яких скульптура отримала свою назву. Розкопки у печерах показали, що вони були помешканням тисячі років тому, а знахідки пов'язані з Натуфійською культурою. Саме через це вважають, що фігурка була елементом побуту, а не частиною похорону.
Людина, яка зробила скульптуру, найвірогідніше, походила з Натуфійської культури, ранньої культури, членів якої вважають найпершими людьми, які збирали насіння трав одностеблевих рослин. Це було важливим кроком у сільському господарстві, адже це, врешті-решт, дозволило фермерам вибирати, яке насіння можна їсти, а яке потрібно залишити для посіву наступного сезону. Представники цієї культури полювали на газелей і першими з відомих племен зуміли приручити собак,, овець і кіз, що також включає в себе засади селекційно-племінного господарства та устрою. Існує припущення, що продовольча програма забезпечувала стабільність і дозволила представникам Натуфійської культури створити великі спільноти від 200 до 300 осіб і займатись мистецтвом.

## Зовнішній вигляд
Скульптура була зроблена шляхом різьби по каменю (кальцитовий кругляк) за допомогою гострого знаряддя з кам'яним наконечником, щоб сформувати положення пари. І хоча відсутні багато деталей, наприклад, обличчя, фігурку вважають доволі майстерно зробленою скульптурою. Художник Марк Куїнн (англ. Marc Quinn) зазначив, що фігурка виглядає по-різному, залежно від кута зору глядача. З одного боку, вона може нагадувати пару, чоловічі і жіночі статеві органи, залежно від кута зору. Він порівняв скульптуру з сучасним порнографічним фільмом, де дія може включати в себе зйомку і зблизька і здалека. Не викликає сумніву, що фігурки звернені одна до одної, але конкретну стать фігурок можна лише припускати. Очевидним є те, що скульптура має фалічний характер, в який би спосіб її не розглядати.

## Важливість і придбання
Фігурка лягла в основу програми радіо BBC англ. A History of the World in 100 Objects в січні 2010 про зародження сільського господарства. Її придбав Британський музей 1958 року на аукціоні під час продажу майна Рене Невіля.